# Équipe de Bolivie féminine de basket-ball
Maillots
Actualités
L’équipe de Bolivie de basket-ball féminin est la sélection des meilleures joueuses boliviennes de basket-ball.

## Parcours en compétitions internationales

### Parcours en Championnat du monde
Voici le parcours de l’équipe de Bolivie en Championnat du monde :
- 1979 :  10e

### Parcours en Championnat d'Amérique du Sud
Voici le parcours de l’équipe de Bolivie en Championnat d'Amérique du Sud :
- 1974 :   3e
- 1978 :   2e